# 沈晓海
沈晓海（1971年10月5日—），黑龙江省伊春市人，中国演员。祖母是满族人，毕业于上海戏剧学院表演系94级本科。因出演多个古装剧反派角色，被网友评价为“古装反派第一人”。

## 作品列表

### 电影作品
- 《都是手机惹的祸》 八哥 (2013)
- 《紅樓玉女》 李郎 (2004)
- 《(王勃)之死》 杜少府 (2001)
- 《黑白英烈》 竹内秀夫 (1997)
- 《歲月風雲之上海皇帝》卢小嘉 (1993)

### 电视剧作品
- 《天龙八部》段正明(友情客串)  (2021)
- 《斗羅大陸》寧風致(友情客串) (2021)
- 《紧急公关》田凡 (2021)
- 《陈情令》 金光善 (2019)
- 《生逢灿烂的日子》 张总 (友情客串) (2017)
- 《人民的名义》 王经理 (2017)
- 《医馆笑传》宁亲王朱宸濠 (2014)
- 《坐88路车回家》王军 (2014)
- 《铁血尖刀》 冯梁山　(2012)
- 《黑狐之血风》 林子豪 (2012)
- 《尖刀队2猎鹰/猎鹰》 于科 (2012)
- 《战地花开》 陈翰云 (2011)
- 《血色玫瑰之女子特遣队》 江远涛 (2011)
- 《不能没有家》 杨一晨　(2011)
- 《深度秘密》 韩江 (2011)
- 《革命人永远是年轻/嫌疑》 商见诚 (2010)
- 《烈火》 鄭克洋　(2010)
- 《又见白娘子》 法海 (2010)
- 《别对我说谎》 万舍健 (2009)
- 《我的燃情岁月/生死记忆》 伍海明 (2009)
- 《婚姻诊断/夫妻兵法》 刘云震 (2008)
- 《在那遥远的地方》 丁浩天 (2008)
- 《仰角/特别中队》 谭文韬 (2008)
- 《勋章》 丁永泉 (2008)
- 《女工》 高海群 (2007)
- 《大唐游侠传》 王龙客 (2007)
- 《家族荣誉》 段刚 (2006)
- 《悲伤时唱首歌》 赵宇 (2006)
- 《剑行天下/大汉英雄》 杨善 (2005)
- 《马鸣风萧萧》 寇英杰 (2005)
- 《开创盛世》 唐太宗李世民 (2005)
- 《金茂祥》 车维仁 (2004)
- 《月上江南—狄仁杰洗冤录》 陶甘 (2004)
- 《一帘幽梦—咸丰王朝》 咸丰帝 (2004)
- 《聊斋之花姑子》 陶醉（竹妖） (2003)
- 《[[新七侠五义—天桥十三郎]]》 白玉堂 (2003)
- 《倩女幽魂》 金光 (2003)
- 《無鹽女》 (2003) 梁秉文
- 《西厢记》 张珙 (2002)
- 《想说爱你不容易》 黄铭志 (2002)
- 《雷霆纵横》 朱宇 (2001)
- 《佛跳墙》 曹达 (2001)
- 《爱情宝典之救风尘》 周舍 (2001)
- 《金蚕丝雨、新天蚕变》 傅玉书 (2001)
- 《机灵小不懂》 宁王朱宸濠 (2001)
- 《相思成云烟/阿慧》 赵憬憧 (2001)
- 《情迷海上花》 方剑平 (2001)
- 《乱世奇侠》 白公子 (2001)
- 《不说爱你》 高锦鸿 (1999)
- 《海瑞斗严嵩》 连秀山 (1999)
- 《半把剪刀》 曹方中 (1998)
- 《苦藤》 求生 (1998)
- 《堕民》 乞丐 (1998)
- 《夏日恋语录》 普凡 (1998)
- 《苏州二公差》 杨文轩 (1998)
- 《西伯利亚流亡记》 金娃 (1997)
- 《情剑山河》 王审琦 (1996)
- 《原野》 小冬 (1994)
- 《龙井威士忌》 (1994)
- 《我想有个家》 小强 (1994)

### 导演作品
- 《這些年那些事》 (2017)
- 《猎魔》 (2013)

### 節目
- 草原真人秀《嘿！马上出发》 (2017)
- 雲南衛視真人秀《士兵突擊之勇者奇兵》 (2015)

### 歌曲作品
- 《请跟我来》 （与张咪合唱） (2017)
- 《这些年那些事》 （《這些年那些事》的插曲） (2017)
- 《想你》 （《马鸣风萧萧》的片尾曲） (2006)